# Филип Вилхелм фон Хунолщайн
Филип Вилхелм фон Хунолщайн (на немски: Philipp Wilhelm Vogt von Hunolstein zu Merxheim; † 1640) от „младата линия“ на род „фогт фон Хунолщайн“ е господар на Мерксхайм на река Нае в Рейнланд-Пфалц.
Той е син (от 12 деца) на фогт Йохан Швайкард фон Хунолщайн († 1626) и съпругата му Барбара фон Варсберг († 1635), дъщеря на фрайхер Йохан фон Варсберг, бургграф на Райнек (1534 – 1604) и Урсула фон Шварценберг († 1591).
Братята му са Йохан Швайкард фон Хунолщайн и Николаус фон Хунолщайн († 25 декември 1640).

## Фамилия
Филип Вилхелм фон Хунолщайн се жени за Луиза Юлиана Кристина фон Шверин, дъщеря на Хайнрих фон Шверин и Кунигунда Ландшад фон Щайнах. Те имат един син:
- Ханс Георг Николаус Фогт фон Хунолщайн, цу Меркшайм и Бинхайм (* 28 май 1625; † 29 август 1699), женен за Анна Барбара фон Партенхайм (1628 – 1683/1684), дъщеря на Филип фон Партенхайм и Анна Мария фон Вайнгартен; имат две дъщери:
  - дъщеря († ок. 1654)
  - Мария Елизабет София (1660 – сл. 1706), омъжена за Филип Фридрих Шенк фон Шмидбург († 6 май 1689), внук на Йохан Хайнрих Шенк фон Шмидбург (1556 – 1613) и по майка на фогт Йохан IV фон Хунолщайн (1532 – 1579)